# 結核指定医療機関
結核指定医療機関（けっかくしていいりょうきかん）とは、感染症法に基づく公費負担医療を担当する機関である。

## 概要
都道府県知事が指定するものであり、結核の患者の通院医療を担当できる医療機関を指す。
結核指定医療機関には、病院、診療所、薬局がある。結核指定医療機関でないと、原則として結核の公費負担医療を行うことができない。

## 結核指定医療機関の責務
- 結核指定医療機関は、感染症法や感染症指定医療機関医療担当規定の定めるところにより、感染症の患者の医療を担当しなければならない。医療を担当する上で適当でないと思われる場合には、厚生労働大臣が指定した医療機関は厚生労働大臣、都道府県知事が指定した医療機関については都道府県知事が、その指定を取り消すことができる。

## 現況
- 結核病床(稼働病床)を有する指定医療機関は2019年（平成31年）4月1日全国に184医療機関（3,502床）[3]。
- 結核指定医療機関は（2019年4月1日現在）病院が8,203機関,診療所が68,773機関,薬局が59,626である[3]。